# Lose Somebody
Lose Somebody è un singolo del DJ norvegese Kygo e del gruppo musicale statunitense OneRepublic, pubblicato il 15 maggio 2020 come quinto estratto dal terzo album in studio di Kygo Golden Hour.
Nel 2021 il brano è stato incluso anche nella lista tracce del quinto album degli OneRepublic Human

## Tracce
Testi e musiche di Kyrre Gørvell-Dahll, Alex Delicata, Alysa Vanderheym, Jake Torrey, Morten Ristorp, Philip Plested e Ryan Tedder.
1. Lose Somebody – 3:19

## Formazione
Musicisti
- Ryan Tedder – voce
- Alex Delicata – chitarra
- Tyler Spry – chitarra
- Morten Ristorp – pianoforte
- Brent Kutzle – programmazione

Produzione
- Myles Shear – produzione esecutiva
- Kygo – produzione
- Alex Delicata – co-produzione
- Alysa Vanderheym – co-produzione
- John Nathaniel – co-produzione
- Rissi – co-produzione
- Randy Merrill – mastering
- Șerban Ghenea – missaggio

## Classifiche

### Classifiche settimanali
| Classifica (2020-21) | Posizione massima |
| -------------------- | ----------------- |
| Australia            | 31                |
| Austria              | 28                |
| Belgio (Fiandre)     | 33                |
| Belgio (Vallonia)    | 43                |
| Canada               | 45                |
| Croazia              | 49                |
| Estonia              | 24                |
| Germania             | 45                |
| Grecia               | 70                |
| Irlanda              | 35                |
| Islanda              | 18                |
| Lituania             | 31                |
| Norvegia             | 5                 |
| Paesi Bassi          | 30                |
| Portogallo           | 88                |
| Regno Unito          | 46                |
| Repubblica Ceca      | 48                |
| Singapore            | 28                |
| Slovacchia           | 33                |
| Stati Uniti          | 88                |
| Svezia               | 12                |
| Svizzera             | 20                |
| Ungheria             | 37                |

### Classifiche di fine anno
| Classifica (2020) | Posizione |
| ----------------- | --------- |
| Australia         | 98        |
| Belgio (Fiandre)  | 87        |
| Norvegia          | 34        |
| Paesi Bassi       | 81        |
| Svizzera          | 80        |